# Bisglaziovia
Bisglaziovia é um género botânico pertencente à família Melastomataceae.

## Espécies
- Bisglaziovia behurioides Cogn.